# Артињок сир Вердон
Артињок сир Вердон (фр. Artignosc-sur-Verdon) је насељено место у Француској у региону Прованса-Алпи-Азурна обала, у департману Вар.
По подацима из 2011. године у општини је живело 300 становника, а густина насељености је износила 16,19 становника/km².

## Демографија
| 1962. | 1968. | 1975. | 1982. | 1990. | 2011. |
| ----- | ----- | ----- | ----- | ----- | ----- |
| 160   | 173   | 181   | 187   | 201   | 300   |